# 男性のまなざし
「男性のまなざし」（だんせいのまなざし、英語: male gaze）は映画や写真など視覚芸術の分析・批評に使われる概念のひとつで、映画の中で女性が男性の欲望対象として描かれるといった、視覚メディアがはらむ権力構造に注目した表現。
1970年代にフェミニズム思想の興隆とともに構想され、現在では英語圏を中心に、映画理論やジェンダー研究、ポストコロニアル理論など広い範囲で用いられる基本概念となっている。

## 概要
人間の「まなざし」(gaze) が決して透明で中立的なものではなく、見る側・見られる側の力関係に強く影響され、しかも双方のアイデンティティ形成にも深く関わっていることは、ジャック・ラカンを中心として精神分析の分野で1960年代から議論が開始されていた。これを映画研究の分野でさらに発展させたのが、イギリスの映画研究者ローラ・マルヴィが1975年に発表した論文「視覚的快楽と物語映画」である（執筆は1973年）。
この論文でマルヴィは映画という文化がいかに深く「男性のまなざし」に拘束されているかを論じ、フェミニスト批評の枠を超えて世界の映画・映像研究にきわめて大きな影響を及ぼすこととなった。
雑誌のピンナップ写真やストリップショー、そして大勢の若い女が肌を大きく露出させた衣装で歌や踊りを披露する「レビュー」にいたるまで、男性の消費者が女性を眺めて楽しむための仕組みは西洋社会に数多く存在するが、マルヴィによれば、とりわけ映画は「男が女をみつめる」構造を深く抱え込みながら成立している。
マルヴィは次のように述べる。
つまり家父長制にもとづく男女間の不均衡（男は外へ出て働くことを奨励されるが女は家にこもることが美徳とされる、等）が存在する社会では、映画などの視覚芸術もそうした関係を反映して、男性のための「女を眺めるための装置」になっている、そしてそこで描かれる女性像はその装置にうまく収まるように整形されてしまっている、という指摘である。マルヴィは、こうした考え方をラカンの「まなざし」論や「スコポフィリア（窃視症）」に関するフロイトの精神分析理論にもとづいて着想し、それがアメリカのハリウッド映画に先鋭的に現れていると考えた。

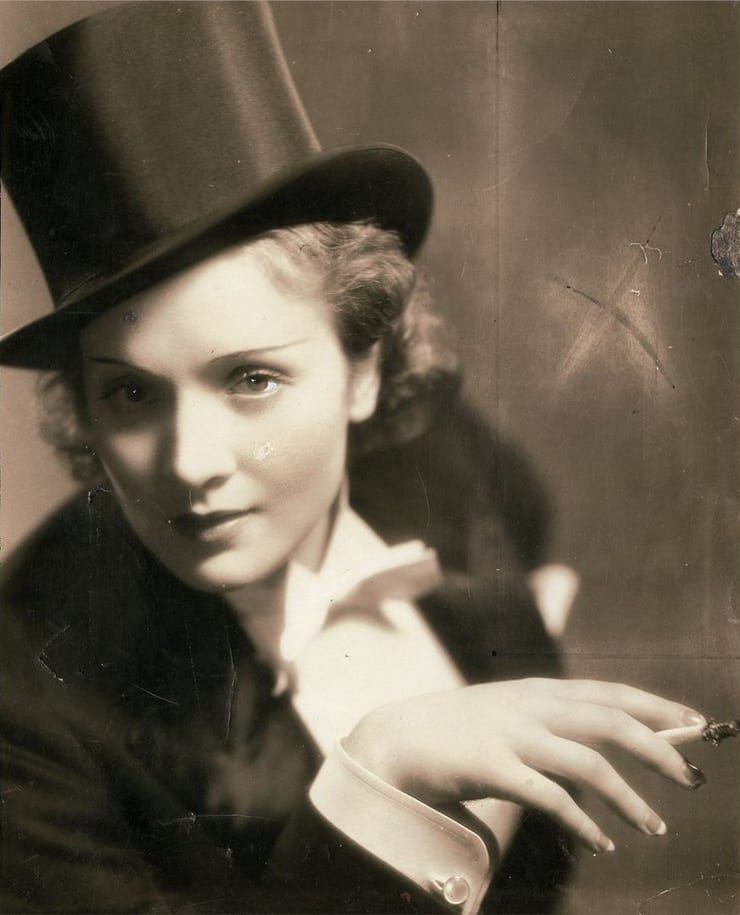
映画『モロッコ』(1930) のマレーネ・ディートリッヒ。ローラ・マルヴィはハリウッド映画に登場する女性像が「男性のまなざし」に合わせて造形されていると論じた。

さらにマルヴィはヒッチコックの作品を題材に、映画の撮影技法だけでなく物語構造自体も、そうした男女間の不均衡な関係を反映して設計されていると主張した。
例えばヒッチコック『めまい』のような映画がつねに男性を主人公とし、その主人公が行動することで物語が展開する構造を持っているのは、その登場人物に男性の観客の視線を受けとめさせるためである。マルヴィの表現では、「男性の観客が主人公に（自分を）同一化するとき、彼は自分の視線 (look) を、スクリーン上の代理人である自分に似た人物の視線に投影する」。
つまり男性の観客は登場人物に自らを同一化し、その登場人物の視点で物語世界の中を動き回る。このプロセスを通じて男性の観客は物語に登場する女性の登場人物へのエロティックな欲望を満足させると同時に、物語を支配しているという深い全能感を得ることができる。
そしてマルヴィによると古典的なハリウッド映画は、このような構造をもつことで、男性の観客へきわめて強い視覚的快楽を与えることに成功している。映画という形態が多くの人々をとらえ社会的に重要な役割を果たしているのは、このためである。
そして「男が見る・女は見られる」という構造は現実社会の家父長制に深く根ざしているために、その構造を組み込んでいる映画という文化も、伝統的な家父長制を補強する装置として機能している。さらに女性の観客も、そのような構造の映画を見ることによって家父長制の伝統を再生産する役割を担うことになる。マルヴィはそのように主張した。
マルヴィの論文は、初出時で13ページの理論的なスケッチにすぎなかった。しかし映画の研究を政治批評に接続したり、またフェミニスト思想にもとづいた文化批評を書いたりすることがこのようにすれば可能だと道筋を示したことで、フェミニスト批評を推し進めようとしていた当時の批評家・研究者から大きな注目を集めることとなった。さらにここでマルヴィが示した、映画の研究が「観客（スペクテイター）」の研究でもありうるというアイデア、そして精神分析的手法を映像分析に応用するという着想は、以後数多くの新しい研究を生みだしてゆく。
またマルヴィとほぼ同時期に、イギリスの作家・美術評論家ジョン・バージャーも視覚におけるジェンダー間の不均衡を論じており、そこにある関係を「男は女を見る。女は自分が見られているのを見る」と定式化した。バージャーはこれを自ら製作に関わったＢＢＣのＴＶ番組などでも取り上げたため、こうした考え方が広く知られる大きなきっかけとなった。

## 受容

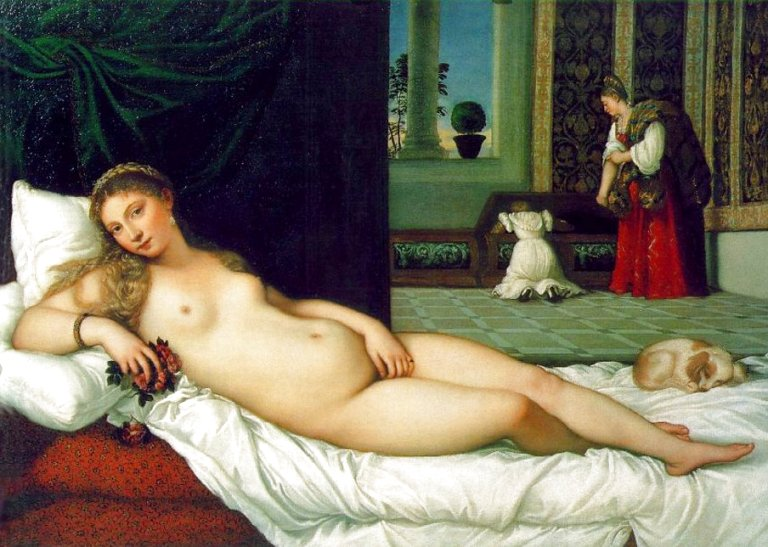
ティツィアーノ《ウルビーノのヴィーナス》(1538)。女性の裸体を好んで描いてきた西洋絵画の歴史に対しても、「男性のまなざし」論に基づく新しい読解が行われた。

上述のようなマルヴィらの映画分析は、当然ほかのさまざまな映像・図像の分析にも応用することができる。たとえばティツィアーノ《ウルビーノのヴィーナス》や、ゴーギャンが描いたタヒチの女性像といった美術史上の重要作品を、「男性のまなざし」という新たな視点から検討するような手法である。そのためマルヴィの議論は映画研究の枠を大きく超えて、美術史や社会学など異分野からも広く参照されるようになった。
さらにマルヴィの論文は、実際に映画をつくる監督たちにとっても、ハリウッド流の表現手法にあらがうための「カウンター・シネマ Counter-cinema」を推進する理論的支柱となった。
論文発表と同年に公開されたシャンタル・アケルマンの映画『ブリュッセル1080、コメルス河畔通り23番地、ジャンヌ・ディエルマン』（1975）は、フェミニスト映画の記念碑的作品と見なされてしばしばマルヴィと並べて論じられるほか、マルヴィ自身も実作者として、「180度ルール」やディープ・フォーカスなど古典的ハリウッド映画の表現手法を拒否する作品を製作している。

## 批判と展開
一方で1980年代以降、マルヴィに対する批判を通じて「男性のまなざし」論をさらに展開させる動きも現れるようになった。まず現れたのは、マルヴィが「観客」の具体的内容として、欧米の中産階級に属する白人しか想定していないという批判である。

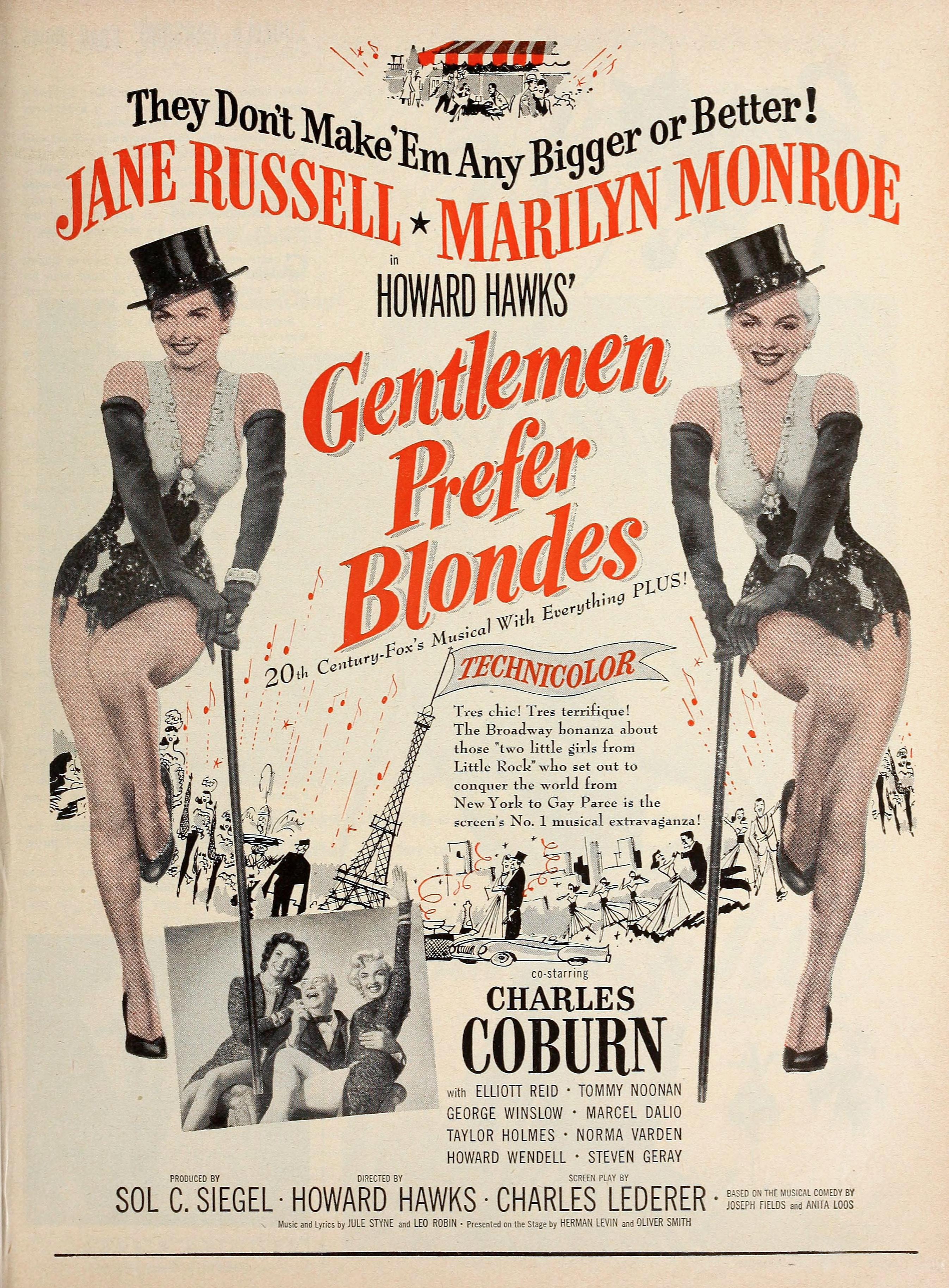
映画『紳士は金髪がお好き』(1953)の雑誌広告。古典的ハリウッド映画は「男性のまなざし」論に豊富な題材を提供した。

アメリカの映画研究者ジェーン・ゲインズは論文「白人の特権とまなざしの関係」(1988)において、映画の中の女性へ観客が向けるまなざしの中にも人種に応じたヒエラルキーが存在することを鋭く突き、「男性のまなざし」といっても、黒人男性の観客がスクリーン上の白人女性に対して向ける視線は、白人男性のそれとは根本的に異なると指摘した。
実際にアメリカ社会では人種ごとに上映館を区別する慣行が長く行われており、例えばヒッチコック『めまい』の公開当時、黒人は白人と席を並べて同じ映画を見ることはできなかった。そうした「観客」内部の差異や権力関係をマルヴィは無視している、という批判である。同様の批判は、さらに黒人女性の観客に注目するベル・フックスからも行われた。
またカナダの研究者コリン・クランパーは、マルヴィが単一の普遍的制度のように扱っている「家父長制」という概念も、実際には歴史的にこまかく変遷しており、国・文化ごとにその意味は大きく異なると批判した。さらにクランパーは、映画の快楽の中には被支配の立場に女性観客が自らを同一化する「マゾヒスティックな快楽」がひそんでいることをマルヴィは見落としている、とも指摘している。
ミランダ・シャーウィンはこの点をさらに発展させ、『危険な情事』(1987) や『氷の微笑』(1992) といった作品においては、「男性のまなざし」はマルヴィが考えたようなサディスティックな支配の欲望だけではなく、嗜虐的な快感をも含み込んでおり、男性のアイデンティティも一枚岩ではないと論じた。
さらに現在の映画研究で大きな影響力をもつようになったクィア理論の視点からも、マルヴィの議論はエロティックな欲望を抱く観客に「異性愛者」のみを想定しているとして「まなざし」論の修正が求められるようになったほか、マルヴィが「受動的」と断じた女性観客の役割についても、ファン雑誌や同人誌の調査をもとに、アメリカの女性の映画ファンが積極的な映画読解を行っていたことが報告されるようになった。
このように「男性のまなざし」論は、マルヴィの議論の評価と批判を手がかりに、現在でもさまざまな方向で更新が模索されている。
マルヴィ自身は現在に至るまで自らの立場を大きく修正していないが、批判に応えるかたちで発表された論考では、家父長制的な枠組みにとらわれない新しい女性の観客が登場し、それによって新しい映画が現れることへの期待感を語っている。メディア研究者のブレンダ・クーパーは映画『テルマ＆ルイーズ』(1991)を取り上げ、この作品が家父長制を嘲笑して男性の欲望的な視線を解体する新しいフェミニスト作品だと論じているが、ここにも同様の期待感が現れている。

## 映画の製作現場における「男性のまなざし」
映画という文化がもつ「男が女を眺める」という構造は、監督やプロデューサー、カメラマンなど映画製作にかかわる人々の大半が男性であることで制度的に支えられていると考えられてきた。

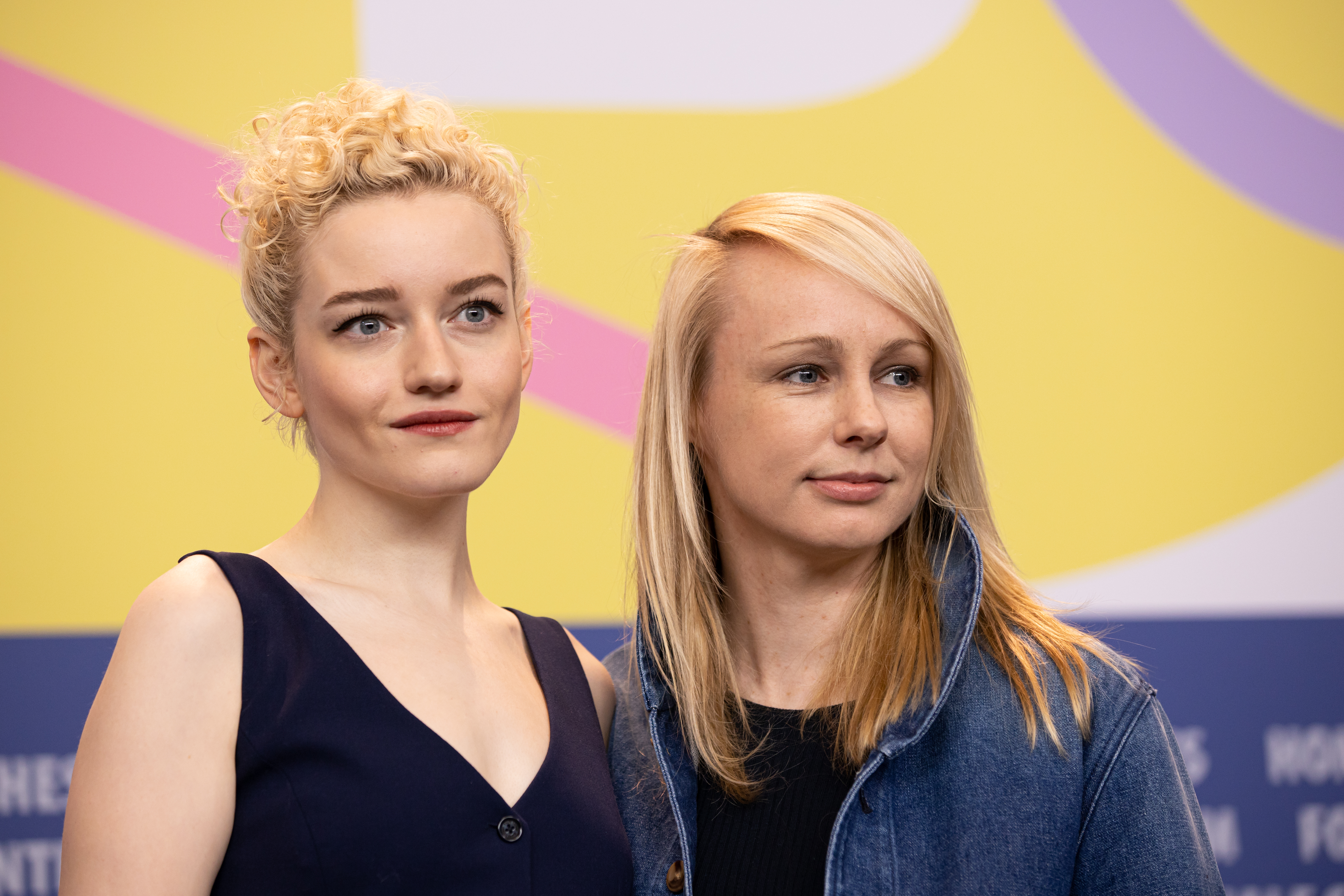
ベルリン国際映画祭 (2020) に登壇した俳優のジュリア・ガーナー（左）とキティ・グリーン監督（右）。二人が撮った映画『アシスタント』は「男性のまなざし」を意図的に排している。

しかしMeToo運動が世界的に脚光を浴びると、男性偏重の製作環境を改めようという動きが加速し始め、「男性のまなざし」論はこの文脈で再注目されることになった。
製作現場では、まず映画関連団体によって映画の製作現場が圧倒的に男性に偏っていることを示すデータが相次いで分析・公開され、つづいてカンヌ国際映画祭など主要な映画祭・映画団体が女性監督の作品上映を後押しすることを宣言した。
また撮影現場でキスやセックスなど俳優同士が触れあうシーンを撮影するさい、俳優の身体が不必要にカメラに晒されないよう、監督らと俳優の意向を調整する「インティマシー・コーディネーター (Intimacy Coordinator) 」と呼ばれる職分が新たに設けられ、ハリウッドの俳優組合がその利用を奨励するようになった。
撮影手法では、これまでのハリウッド映画で女性の登場人物を撮影するさいに行われてきた慣行（女性の容姿を強調するためソフトフォーカスで撮る、脚や背中など露出の多い服を着せる、等）の見直しも行われるようになったほか、キャラクター設定でも女性を力のない弱い存在として描くことを意図的に退ける試みが始まった。リズ・ガーバス監督『ロストガールズ』(2020)やキャシー・ヤン監督『ハーレイ・クインの華麗なる覚醒 BIRDS OF PREY』(2020)などがそうした新しい手法を取り入れた作品とされる。
とくにMeToo運動の大きなきっかけとなったワインスタイン事件を題材にとる映画『アシスタント』(2019)は、アメリカに残る男性主導の企業文化を、一貫して女性アシスタントの視点から描いてみせた。キティ・グリーン監督は、主人公の女性の容姿や身体を不必要に眺め回すショットを避け、彼女と同僚の女性たちが見つめるように撮ることをめざしたと説明しており、「男性のまなざし」をしりぞける作品と評されている。

## 関連文献
- Eaton, A. W. "What's Wrong with the (Female) Nude?: A Feminist Perspective on Art and Pornography," Hans Maes and Jerrold Levinson eds. Art and Pornography: Philosophical Essays, Oxford University Press, 2012.
- Mulvey, Laura. Visual and Other Pleasures. Indiana University Press, 1989.
- Nochlin, Linda. Women, Art, and Power and Other Essays, Harper and Row, 1988.
- Pollock, Griselda. "Modernity and the spaces of femininity," Vision and Difference: Feminism, Femininity and Histories of Art, Routledge, 1988.
- ロジカ・パーカー、グリゼルダ・ポロック（萩原弘子訳）『女・アート・イデオロギー : フェミニストが読みなおす芸術表現の歴史』（新水社、1992）
- メアリ・アン・ドーン（松田英男監訳）『欲望への欲望：1940年代の女性映画』（勁草書房、1994）
- リンダ・ノックリン（坂上桂子訳）『絵画の政治学』（彩樹社、1996）
- ローラ・マルヴィ（斎藤綾子訳）「視覚的快楽と物語映画」（岩本憲児ほか編『新映画理論集成：1　歴史／人種／ジェンダー』フィルムアート社、1998、126–141）
- グリゼルダ・ポロック（萩原弘子訳）『視線と差異：フェミニズムで読む美術史』（新水社、1998）
- エレイン・ショウォールター編（青山誠子訳）『新フェミニズム批評：女性・文学・理論（岩波書店、1999）
- 竹村和子編著『欲望・暴力のレジーム：揺らぐ表象/格闘する理論』（作品社, 2008）